# Lazarus (chanson)
Pour les articles homonymes, voir Lazarus.
Singles de David Bowie
Blackstar
(novembre 2015) I Can't Give Everything Away
(avril 2016)
Lazarus est une chanson de David Bowie parue en single en décembre 2015, puis sur l'album Blackstar en janvier de l'année suivante.
Il s'agit du deuxième single extrait de l'album, après la chanson-titre, et du dernier single du chanteur paru avant sa mort, le 10 janvier 2016. Elle donne son nom à la comédie musicale Lazarus.

## Musiciens
- David Bowie : chant, guitare
- Tim Lefebvre : basse
- Mark Guiliana : batterie
- Donny McCaslin : saxophone
- Ben Monder : guitare
- Jason Lindner : claviers